# Potok, Ružomberok
Potok este o comună slovacă, aflată în districtul Ružomberok din regiunea Žilina. Localitatea se află la altitudinea de 554 m deasupra n.m., se întinde pe o suprafață de 1,5 km2 și în 2017 număra 100 de locuitori. Se învecinează cu comuna Bešeňová.

## Istoric
Localitatea Potok este atestată documentar din 1273.

## Demografie
| An:                | 1994 | 2004   | 2014   | 2024   |
| ------------------ | ---- | ------ | ------ | ------ |
| Număr de persoane: | 120  | 115    | 106    | 104    |
| Diferență:         |      | −4,16% | −7,82% | −1,88% |

| An:                | 2023 | 2024 |
| ------------------ | ---- | ---- |
| Număr de persoane: | 104  | 104  |
| Diferență:         |      | +0%  |